# Michele Santoni
Michele Santoni (Arco, 18 mei 1980) is een Italiaans-Nederlands voetbaltrainer.

## Carrière
Santoni, die een Italiaanse vader en een Nederlandse moeder heeft, moest vanwege blessures al vroeg stoppen met voetballen en werd jeugdtrainer bij clubs in de provincie Trente. In 2008 kwam hij naar Nederland waar hij stage kon lopen in de jeugdopleiding van HFC Haarlem. Begin 2009 werd hij assistent bij het eerste team. Santoni specialiseerde zich in videoanalyses en heeft een IT-achtergrond. In 2009 werd hij videoanalist bij AFC Ajax. Hij verliet de club in januari 2014 en werd kortstondig assistent-trainer bij Livorno. Hij vervulde die functie ook bij Cesena en was daarna jeugdtrainer bij SS Lazio. Medio 2016 was Santoni kort werkzaam als videoanalist bij Internazionale in de staf van hoofdtrainer Frank de Boer. In het seizoen 2017/18 was hij techniektrainer bij Cagliari. In 2018 werd hij aangesteld als hoofdtrainer bij Almere City als opvolger van Jack de Gier. Met de club presteerde hij aanvankelijk goed en Almere City stond enige tijd bovenaan in de Eerste divisie. Richting de winterstop zakte de club echter weg en begin maart, toen Almere City op een tiende plaats stond, werd Santoni ontslagen. Op 13 mei 2020 werd Santoni vanaf het seizoen 2020/21 aangesteld als assistent-trainer bij ADO Den Haag. Begin november werden hij en zijn collega assistent-trainer Rick Hoogendorp uit de technische staf verwijderd door de clubleiding waarna op 7 november 2020 hoofdtrainer Aleksandar Ranković werd ontslagen. Hij maakte he seizoen af in de jeugdopleiding van ADO. Santoni was de hoofdtrainer van FC Dordrecht in de Eerste divisie vanaf het seizoen 2021/2022. Zijn beste prestatie met de club uit Dordrecht is door vierde te eindigen in de Eerste divisie 2023/24 seizoen. En zcht te plaatsen voor de Playoffs promotie/ degradatie Eredivisie. De eerste wedstrijd thuis tegen FC Emmen eindigen in 2-2, de uitwedstrijd werd met 0-1 verloren. Waardoor hij met de club uitgeschakeld was voor de volgende  ronde. Aan het einde van het seizoen 2023/2024 maakte hij de overstap als hoofdtrainer naar Triestina in de Serie C.

## Privé
Santoni is een achterkleinzoon van oud-Ajaxspeler Frans Couton.